# الكنيسة الكاثوليكية (الكويت)
الكنيسة الكاثوليكية  هي كنيسة أنشئت عام 1960 للكاثوليك بديلاً لأول كنيسة بنيت في الكويت في عام 1931 في مجمع الإرسالية الأميركية، وأطلق عليها اسم «الإنجيلية الوطنية»، بعدما كانت تعرف بكنيسة المسيح.